# Campeonato Ecuatoriano de Fútbol 2002
El Campeonato Ecuatoriano de Fútbol 2002, conocido oficialmente como «Campeonato Nacional de Fútbol 2002», fue la 44.ª edición de la Serie A del Campeonato nacional de fútbol profesional en Ecuador. La competencia se celebró del 1 de febrero al 22 de diciembre de 2002. El torneo fue organizado por la Federación Ecuatoriana de Fútbol y contó con la participación de diez equipos de fútbol.
Emelec se coronó campeón por décima vez en su historia y se coronó el segundo bicampeonato del club millonario.
Liga Deportiva Universitaria, jugó en la Serie B del Campeonato de 2001 (año anterior).
Liga Deportiva Universitaria y Deportivo Cuenca habían ascendido a la Serie A de Ecuador en la temporada anterior.
La Liga Deportiva Universitaria y el Deportivo Cuenca, que regresaban a la Serie A, la ciudad de Quito la capital del país quedó 5 equipos de la capital en la Serie A al igual que 1976, Primera Etapa de 1977, 1979, Segunda Etapa de 1980, 1981, Segunda Etapa de 1982, 1985, 1986, Segunda Etapa de 1990, Primera Etapa de 1992, 1994, 1995, 1996, 1997, 1998, 1999 y 2000 (incluso el Espoli abandonó Quito y trasladó a jugar fuera de Quito en Ibarra) y la provincia de Pichincha quedó 5 equipos de dicha provincia en la misma al igual que 1976, Primera Etapa de 1977, 1979, Segunda Etapa de 1980, 1981, Segunda Etapa de 1982, 1985, 1986, Segunda Etapa de 1990, Primera Etapa de 1992, 1994, 1995, 1996, 1997, 1998, 1999 y 2000 (incluso el Espoli abandonó Quito y trasladó a jugar fuera de Quito en Ibarra), Por su parte, Por cuarto año consecutivo y cuarta vez consecutiva y por tercera vez en el siglo XXI y III milenio desde 1999, la ciudad de Guayaquil quedó 2 equipos de dicha ciudad en la Serie A por tercera vez en el siglo XXI y III milenio desde 2000 al igual que 1957, 1972, 1974, Segunda Etapa de 1975, Segunda Etapa de 1976, 1977, Primera Etapa de 1978, 1979, Primera Etapa de 1981, 1996, 1999, 2000 y 2001 y la provincia del Guayas quedó 2 equipos de dicha provincia en la misma por tercera vez en el siglo XXI y III milenio desde 2000 al igual que 1957, 1972, 1974, Segunda Etapa de 1975, Segunda Etapa de 1976, 1977, Primera Etapa de 1978, 1979, Primera Etapa de 1981, 1996, 1999, 2000 y 2001. A ellos se ha sumado por primera vez en el siglo XXI y III milenio desde 1999, la ciudad de Cuenca la capital azuaya quedó 1 solo equipo de la capital azuaya en la Serie A al igual que 1971, 1973, 1974, 1975, 1976, Primera Etapa de 1977, 1978, 1979, 1980, 1981, 1985, 1986, 1987, 1988, 1989, 1990, 1991, 1992, 1993, 1994, 1996, 1997, 1998 y 1999.

## Antecedentes
Emelec clasificó campeón nacional de fútbol por novena vez en el 2001, ocupó en segundo lugar de la Tabla Acumulada del Campeonato Nacional del 2001 y la Tabla General del Campeonato Nacional del 2001 y clasificó a la Copa Libertadores 2002 disputando el último partido del equipo millonario en la temporada del 2001 contra El Nacional el resultado fue la victoria del equipo millonario sobre el equipo militar por 1 a 0 disputado el 23 de diciembre del 2001 en el Estadio George Capwell.
El Nacional clasificó subcampeón nacional de fútbol por tercera y última vez consecutiva y por séptima y última vez en el 2001, ocupó en primer lugar de la Tabla Acumulada del Campeonato Nacional del 2001 y la Tabla General del Campeonato Nacional del 2001 y clasificó a la Copa Libertadores 2002 disputando el último partido del equipo militar en la temporada del 2001 contra Emelec el resultado fue la derrota del equipo militar sobre el equipo millonario por 1 a 0 disputado el 23 de diciembre del 2001 en el Estadio George Capwell.
Olmedo ocupó en tercer lugar de la Liguilla Final del Campeonato Nacional del 2001, ocupó en quinto lugar de la Tabla Acumulada del Campeonato Nacional del 2001, ocupó en tercer lugar de la Tabla General del Campeonato Nacional del 2001 y clasificó a la Copa Libertadores 2002 disputando el último partido del equipo riobambeño en la temporada del 2001 contra Espoli el resultado fue la victoria del equipo riobambeño sobre el equipo policial por 1 a 0 disputado el 23 de diciembre del 2001 en el Estadio Olímpico de Riobamba.
Barcelona ocupó en cuarto lugar de la Liguilla Final del Campeonato Nacional del 2001, ocupó en tercer lugar de la Tabla Acumulada del Campeonato Nacional del 2001 y ocupó en cuarto lugar de la Tabla General del Campeonato Nacional del 2001 disputando el último partido del equipo torero en la temporada del 2001 contra Deportivo Quito el resultado fue la derrota del equipo torero sobre el equipo chulla por 1 a 0 disputado el 23 de diciembre del 2001 en el Estadio Olímpico Atahualpa.
Espoli ocupó en sexto lugar de la Liguilla Final del Campeonato Nacional del 2001, ocupó en sexto lugar de la Tabla Acumulada del Campeonato Nacional del 2000 y ocupó en quinto lugar de la Tabla General del Campeonato Nacional del 2001 disputando el último partido del equipo policial en la temporada del 2001 contra Olmedo el resultado fue la derrota del equipo policial sobre el equipo riobambeño por 1 a 0 disputado el 23 de diciembre del 2001 en el Estadio Olímpico de Riobamba.
Deportivo Quito ocupó en quinto lugar de la Liguilla Final del Campeonato Nacional del 2001, ocupó en octavo lugar de la Tabla Acumulada del Campeonato Nacional del 2000 y ocupó en sexto lugar de la Tabla General del Campeonato Nacional del 2001 disputando el último partido del equipo chulla en la temporada del 2001 contra Barcelona el resultado fue la victoria del equipo chulla sobre el equipo torero por 1 a 0 disputado el 23 de diciembre del 2001 en el Estadio Olímpico Atahualpa.
Macará ocupó en cuarto lugar de la Tabla Acumulada del Campeonato Nacional del 2001 y ocupó en séptimo lugar de la Tabla General del Campeonato Nacional del 2001 disputando el último partido del equipo celeste en la temporada del 2001 contra Deportivo Quito el resultado fue la victoria del equipo celeste sobre el equipo chulla por 1 a 0 disputado el 28 de octubre del 2001 en el Estadio Bellavista de Ambato.
Aucas ocupó en séptimo lugar de la Tabla Acumulada del Campeonato Nacional del 2001 y ocupó en octavo lugar de la Tabla General del Campeonato Nacional del 2001 disputando el último partido del equipo oriental en la temporada del 2001 contra Barcelona el resultado fue la victoria del equipo oriental sobre el equipo torero por 2 a 1 disputado el 28 de octubre del 2001 en el Estadio Chillogallo.
Liga Deportiva Universitaria había abandonado la Serie A para descender a la Serie B disputando el último partido del equipo albo en la temporada del 2000 contra Olmedo el resultado fue el empate de los dos equipos 3 a 3 llevando el cuadro albo al descenso a la Serie B de la temporada 2001 por última vez disputado el 5 de noviembre del 2000 en el Estadio Casa Blanca hace casi 2 años atrás, ahora retornó a la Serie A después de 2 años en reemplazo del descendido Delfín.
Deportivo Cuenca había abandonado la Serie A para descender a la Serie B disputando el último partido del equipo morlaco en la temporada de 1999 contra Olmedo el resultado fue la victoria del equipo morlaco sobre el equipo riobambeño por 2 a 1 llevando el cuadro morlaco al descenso a la Serie B de la temporada 2000 por última vez disputado el 4 de diciembre de 1999 en el Estadio Olímpico de Riobamba hace casi 3 años atrás, ahora retornó a la Serie A después de 3 años en reemplazo del descendido Liga de Portoviejo.

## Sistema de juego
Por tercer año consecutivo, se repitió el esquema y se jugaron las mismas 3 etapas. El ganador de la liguilla fue campeón; segundo y tercero lo acompañaron a la Copa Libertadores.

## Relevo anual de clubes
| Pos | Ascendidos a la Serie A                     |
| --- | ------------------------------------------- |
| 1.º | Liga de Quito (Campeón de la Serie B)       |
| 2.º | Deportivo Cuenca (Subcampeón de la Serie B) |

| Pos  | Descendidos a la Serie B                                 |
| ---- | -------------------------------------------------------- |
| 9.º  | Delfín (Penúltimo puesto de la Tabla acumulada)          |
| 10.º | Liga de Portoviejo (Último puesto de la Tabla acumulada) |

## Datos de los clubes
Tomaron parte en las competición 10 equipos, entre ellos se destaca el retorno de los históricos Liga Deportiva Universitaria de Quito, tras 2 años ausente de la categoría y Club Deportivo Cuenca, tras 3 años ausente de la categoría.
| Equipo           | Ciudad                                                          | Provincia                                 |
| ---------------- | --------------------------------------------------------------- | ----------------------------------------- |
| Aucas            | Quito                                                           | Bandera de Pichincha Pichincha            |
| Barcelona        | Guayaquil / Machala                                             | Guayas / El Oro                           |
| Deportivo Cuenca | Cuenca                                                          | Azuay                                     |
| Deportivo Quito  | Quito / [[Archivo:\|20x20px\|border\|Bandera de Ibarra]] Ibarra | Bandera de Pichincha Pichincha / Imbabura |
| El Nacional      | Quito                                                           | Bandera de Pichincha Pichincha            |
| Emelec           | Guayaquil                                                       | Guayas                                    |
| Espoli           | Quito / [[Archivo:\|20x20px\|border\|Bandera de Ibarra]] Ibarra | Bandera de Pichincha Pichincha / Imbabura |
| Liga de Quito    | Quito                                                           | Bandera de Pichincha Pichincha            |
| Macará           | Ambato                                                          | Tungurahua                                |
| Olmedo           | Riobamba                                                        | Bandera de Chimborazo Chimborazo          |

## Equipos por ubicación geográfica
| Provincia                        | N.º | Equipos                                                 |
| -------------------------------- | --- | ------------------------------------------------------- |
| Bandera de Pichincha Pichincha   | 4   | - Aucas - Deportivo Quito - El Nacional - Liga de Quito |
| Guayas                           | 2   | - Barcelona - Emelec                                    |
| Azuay                            | 1   | - Deportivo Cuenca                                      |
| Bandera de Chimborazo Chimborazo | 1   | - Olmedo                                                |
| Imbabura                         | 1   | - Espoli                                                |
| Tungurahua                       | 1   | - Macará                                                |

| Barcelona Emelec Liga de Quito El Nacional Deportivo Quito Aucas Espoli Deportivo Cuenca Olmedo Macará |

## Primera Etapa

### Partidos y resultados
| Fecha 1      | Fecha 1      | Fecha 1   | Fecha 1          |
| Fecha        | Equipo Local | Resultado | Equipo Visitante |
| ------------ | ------------ | --------- | ---------------- |
| 1 de febrero | El Nacional  | 4 - 0     | Espoli           |
| 1 de febrero | Emelec       | 6 - 0     | Deportivo Cuenca |
| 2 de febrero | Olmedo       | 1 - 1     | Liga de Quito    |
| 3 de febrero | Aucas        | 0 - 1     | Barcelona        |
| 3 de febrero | Macará       | 0 - 0     | Deportivo Quito  |

| Fecha 2       | Fecha 2          | Fecha 2   | Fecha 2          |
| Fecha         | Equipo Local     | Resultado | Equipo Visitante |
| ------------- | ---------------- | --------- | ---------------- |
| 8 de febrero  | Deportivo Cuenca | 1 - 2     | Aucas            |
| 9 de febrero  | Liga de Quito    | 2 - 1     | Macará           |
| 10 de febrero | Barcelona        | 2 - 1     | El Nacional      |
| 10 de febrero | Espoli           | 3 - 2     | Olmedo           |
| 10 de febrero | Deportivo Quito  | 0 - 4     | Emelec           |

| Fecha 3       | Fecha 3         | Fecha 3   | Fecha 3          |
| Fecha         | Equipo Local    | Resultado | Equipo Visitante |
| ------------- | --------------- | --------- | ---------------- |
| 16 de febrero | Olmedo          | 2 - 0     | Barcelona        |
| 16 de febrero | Deportivo Quito | 2 - 1     | Liga de Quito    |
| 17 de febrero | Macará          | 3 - 2     | Espoli           |
| 17 de febrero | El Nacional     | 0 - 0     | Deportivo Cuenca |
| 17 de febrero | Emelec          | 4 - 2     | Aucas            |

| Fecha 4       | Fecha 4          | Fecha 4   | Fecha 4          |
| Fecha         | Equipo Local     | Resultado | Equipo Visitante |
| ------------- | ---------------- | --------- | ---------------- |
| 22 de febrero | Deportivo Cuenca | 1 - 1     | Olmedo           |
| 23 de febrero | Aucas            | 1 - 0     | El Nacional      |
| 24 de febrero | Barcelona        | 2 - 1     | Macará           |
| 24 de febrero | Liga de Quito    | 3 - 0     | Emelec           |
| 24 de febrero | Espoli           | 2 - 0     | Deportivo Quito  |

| Fecha 5    | Fecha 5         | Fecha 5   | Fecha 5          |
| Fecha      | Equipo Local    | Resultado | Equipo Visitante |
| ---------- | --------------- | --------- | ---------------- |
| 2 de marzo | Olmedo          | 0 - 1     | Aucas            |
| 3 de marzo | Deportivo Quito | 1 - 0     | Barcelona        |
| 3 de marzo | Liga de Quito   | 0 - 0     | Espoli           |
| 3 de marzo | Macará          | 2 - 3     | Deportivo Cuenca |
| 3 de marzo | Emelec          | 2 - 1     | El Nacional      |

| Fecha 6     | Fecha 6          | Fecha 6   | Fecha 6          |
| Fecha       | Equipo Local     | Resultado | Equipo Visitante |
| ----------- | ---------------- | --------- | ---------------- |
| 8 de marzo  | Deportivo Cuenca | 1 - 1     | Deportivo Quito  |
| 9 de marzo  | El Nacional      | 1 - 0     | Olmedo           |
| 9 de marzo  | Barcelona        | 2 - 2     | Liga de Quito    |
| 10 de marzo | Aucas            | 1 - 1     | Macará           |
| 10 de marzo | Espoli           | 2 - 1     | Emelec           |

| Fecha 7     | Fecha 7         | Fecha 7   | Fecha 7          |
| Fecha       | Equipo Local    | Resultado | Equipo Visitante |
| ----------- | --------------- | --------- | ---------------- |
| 16 de marzo | Deportivo Quito | 3 - 0     | Aucas            |
| 16 de marzo | Macará          | 1 - 0     | El Nacional      |
| 16 de marzo | Emelec          | 3 - 0     | Olmedo           |
| 17 de marzo | Liga de Quito   | 2 - 0     | Deportivo Cuenca |
| 17 de marzo | Espoli          | 0 - 0     | Barcelona        |

| Fecha 8     | Fecha 8          | Fecha 8   | Fecha 8          |
| Fecha       | Equipo Local     | Resultado | Equipo Visitante |
| ----------- | ---------------- | --------- | ---------------- |
| 22 de marzo | Deportivo Cuenca | 1 - 0     | Espoli           |
| 23 de marzo | El Nacional      | 2 - 1     | Deportivo Quito  |
| 23 de marzo | Aucas            | 1 - 0     | Liga de Quito    |
| 23 de marzo | Barcelona        | 0 - 0     | Emelec           |
| 24 de marzo | Olmedo           | 0 - 0     | Macará           |

| Fecha 9     | Fecha 9          | Fecha 9   | Fecha 9          |
| Fecha       | Equipo Local     | Resultado | Equipo Visitante |
| ----------- | ---------------- | --------- | ---------------- |
| 31 de marzo | Emelec           | 0 - 0     | Macará           |
| 31 de marzo | Deportivo Quito  | 2 - 2     | Olmedo           |
| 31 de marzo | Liga de Quito    | 1 - 1     | El Nacional      |
| 31 de marzo | Espoli           | 0 - 2     | Aucas            |
| 31 de marzo | Deportivo Cuenca | 0 - 2     | Barcelona        |

| Fecha 10   | Fecha 10     | Fecha 10  | Fecha 10         |
| Fecha      | Equipo Local | Resultado | Equipo Visitante |
| ---------- | ------------ | --------- | ---------------- |
| 3 de abril | Macará       | 2 - 1     | Emelec           |
| 3 de abril | Olmedo       | 3 - 2     | Deportivo Quito  |
| 3 de abril | El Nacional  | 1 - 0     | Liga de Quito    |
| 3 de abril | Aucas        | 3 - 0     | Espoli           |
| 3 de abril | Barcelona    | 1 - 0     | Deportivo Cuenca |

| Fecha 11   | Fecha 11        | Fecha 11  | Fecha 11         |
| Fecha      | Equipo Local    | Resultado | Equipo Visitante |
| ---------- | --------------- | --------- | ---------------- |
| 6 de abril | Deportivo Quito | 1 - 1     | El Nacional      |
| 7 de abril | Emelec          | 0 - 1     | Barcelona        |
| 7 de abril | Liga de Quito   | 4 - 4     | Aucas            |
| 7 de abril | Macará          | 1 - 1     | Olmedo           |
| 7 de abril | Espoli          | 0 - 1     | Deportivo Cuenca |

| Fecha 12    | Fecha 12         | Fecha 12  | Fecha 12         |
| Fecha       | Equipo Local     | Resultado | Equipo Visitante |
| ----------- | ---------------- | --------- | ---------------- |
| 12 de abril | Deportivo Cuenca | 2 - 2     | Liga de Quito    |
| 13 de abril | Olmedo           | 2 - 1     | Emelec           |
| 13 de abril | Aucas            | 2 - 1     | Deportivo Quito  |
| 13 de abril | El Nacional      | 1 - 1     | Macará           |
| 14 de abril | Barcelona        | 1 - 0     | Espoli           |

| Fecha 13    | Fecha 13        | Fecha 13  | Fecha 13         |
| Fecha       | Equipo Local    | Resultado | Equipo Visitante |
| ----------- | --------------- | --------- | ---------------- |
| 20 de abril | Deportivo Quito | 2 - 1     | Deportivo Cuenca |
| 20 de abril | Macará          | 1 - 0     | Aucas            |
| 20 de abril | Olmedo          | 1 - 1     | El Nacional      |
| 21 de abril | Liga de Quito   | 1 - 0     | Barcelona        |
| 21 de abril | Emelec          | 4 - 0     | Espoli           |

| Fecha 14    | Fecha 14         | Fecha 14  | Fecha 14         |
| Fecha       | Equipo Local     | Resultado | Equipo Visitante |
| ----------- | ---------------- | --------- | ---------------- |
| 22 de abril | Aucas            | 1 - 0     | Olmedo           |
| 23 de abril | El Nacional      | 1 - 2     | Emelec           |
| 24 de abril | Barcelona        | 4 - 0     | Deportivo Quito  |
| 24 de abril | Espoli           | 3 - 1     | Liga de Quito    |
| 24 de abril | Deportivo Cuenca | 2 - 2     | Macará           |

| Fecha 15    | Fecha 15        | Fecha 15  | Fecha 15         |
| Fecha       | Equipo Local    | Resultado | Equipo Visitante |
| ----------- | --------------- | --------- | ---------------- |
| 27 de abril | Olmedo          | 2 - 3     | Deportivo Cuenca |
| 28 de abril | El Nacional     | 6 - 0     | Aucas            |
| 28 de abril | Macará          | 0 - 1     | Barcelona        |
| 28 de abril | Deportivo Quito | 3 - 2     | Espoli           |
| 28 de abril | Emelec          | 3 - 1     | Liga de Quito    |

| Fecha 16  | Fecha 16         | Fecha 16  | Fecha 16         |
| Fecha     | Equipo Local     | Resultado | Equipo Visitante |
| --------- | ---------------- | --------- | ---------------- |
| 5 de mayo | Deportivo Cuenca | 1 - 0     | El Nacional      |
| 5 de mayo | Liga de Quito    | 2 - 1     | Deportivo Quito  |
| 5 de mayo | Aucas            | 1 - 0     | Emelec           |
| 5 de mayo | Espoli           | 2 - 2     | Macará           |
| 5 de mayo | Barcelona        | 2 - 2     | Olmedo           |

| Fecha 17   | Fecha 17     | Fecha 17  | Fecha 17         |
| Fecha      | Equipo Local | Resultado | Equipo Visitante |
| ---------- | ------------ | --------- | ---------------- |
| 11 de mayo | El Nacional  | 2 - 0     | Barcelona        |
| 11 de mayo | Olmedo       | 1 - 2     | Espoli           |
| 11 de mayo | Macará       | 1 - 1     | Liga de Quito    |
| 12 de mayo | Aucas        | 3 - 2     | Deportivo Cuenca |
| 12 de mayo | Emelec       | 0 - 2     | Deportivo Quito  |

| Fecha 18   | Fecha 18         | Fecha 18  | Fecha 18         |
| Fecha      | Equipo Local     | Resultado | Equipo Visitante |
| ---------- | ---------------- | --------- | ---------------- |
| 19 de mayo | Deportivo Cuenca | 2 - 0     | Emelec           |
| 19 de mayo | Espoli           | 1 - 0     | El Nacional      |
| 19 de mayo | Deportivo Quito  | 3 - 1     | Macará           |
| 19 de mayo | Liga de Quito    | 0 - 0     | Olmedo           |
| 19 de mayo | Barcelona        | 3 - 1     | Aucas            |

### Tabla de posiciones
|  |  |     | Equipo           | PJ | PG | PE | PP | GF | GC | DG  | PTS | PB |
|  |  | --- | ---------------- | -- | -- | -- | -- | -- | -- | --- | --- | -- |
|  |  | 1.  | Barcelona        | 18 | 10 | 4  | 4  | 22 | 13 | +9  | 34  | 3  |
|  |  | 2.  | Aucas            | 18 | 10 | 2  | 6  | 25 | 27 | -2  | 32  | 2  |
|  |  | 3.  | Emelec           | 18 | 8  | 2  | 8  | 31 | 20 | +11 | 26  | 1  |
|  |  | 4.  | Deportivo Quito  | 18 | 7  | 4  | 7  | 25 | 28 | -3  | 25  |    |
|  |  | 5.  | El Nacional      | 18 | 6  | 5  | 7  | 23 | 15 | +8  | 23  |    |
|  |  | 6.  | Liga de Quito    | 18 | 5  | 8  | 5  | 24 | 23 | +1  | 23  |    |
|  |  | 7.  | Deportivo Cuenca | 18 | 6  | 5  | 7  | 21 | 28 | -7  | 23  |    |
|  |  | 8.  | Macará           | 18 | 4  | 9  | 5  | 20 | 22 | -2  | 21  |    |
|  |  | 9.  | Espoli           | 18 | 6  | 3  | 9  | 19 | 29 | -10 | 21  |    |
|  |  | 10. | Olmedo           | 18 | 3  | 8  | 7  | 20 | 25 | -5  | 17  |    |

PJ = Partidos jugados; PG = Partidos ganados; PE = Partidos empatados; PP = Partidos perdidos; GF = Goles a favor; GC = Goles en contra; DG = Diferencia de gol; PTS = Puntos; PB = Puntos de bonificación
|  | Clasificaron a la Liguilla Final. |

## Segunda Etapa

### Partidos y resultados
| Fecha 1     | Fecha 1         | Fecha 1   | Fecha 1          |
| Fecha       | Equipo Local    | Resultado | Equipo Visitante |
| ----------- | --------------- | --------- | ---------------- |
| 29 de junio | Macará          | 0 - 3     | El Nacional      |
| 30 de junio | Emelec          | 1 - 2     | Deportivo Cuenca |
| 30 de junio | Olmedo          | 0 - 1     | Liga de Quito    |
| 30 de junio | Deportivo Quito | 3 - 2     | Barcelona        |
| 30 de junio | Espoli          | 3 - 3     | Aucas            |

| Fecha 2    | Fecha 2          | Fecha 2   | Fecha 2          |
| Fecha      | Equipo Local     | Resultado | Equipo Visitante |
| ---------- | ---------------- | --------- | ---------------- |
| 5 de julio | Deportivo Cuenca | 1 - 1     | Deportivo Quito  |
| 6 de julio | El Nacional      | 2 - 0     | Emelec           |
| 7 de julio | Barcelona        | 2 - 2     | Espoli           |
| 7 de julio | Liga de Quito    | 3 - 0     | Macará           |
| 7 de julio | Aucas            | 2 - 2     | Olmedo           |

| Fecha 3     | Fecha 3      | Fecha 3   | Fecha 3          |
| Fecha       | Equipo Local | Resultado | Equipo Visitante |
| ----------- | ------------ | --------- | ---------------- |
| 13 de julio | Olmedo       | 1 - 0     | Barcelona        |
| 14 de julio | Emelec       | 2 - 2     | Deportivo Quito  |
| 14 de julio | Espoli       | 2 - 0     | Deportivo Cuenca |
| 14 de julio | El Nacional  | 1 - 0     | Liga de Quito    |
| 14 de julio | Macará       | 1 - 0     | Aucas            |

| Fecha 4     | Fecha 4          | Fecha 4   | Fecha 4          |
| Fecha       | Equipo Local     | Resultado | Equipo Visitante |
| ----------- | ---------------- | --------- | ---------------- |
| 19 de julio | Deportivo Cuenca | 1 - 0     | Olmedo           |
| 20 de julio | Aucas            | 0 - 2     | El Nacional      |
| 21 de julio | Barcelona        | 0 - 0     | Macará           |
| 21 de julio | Deportivo Quito  | 3 - 0     | Espoli           |
| 21 de julio | Liga de Quito    | 2 - 2     | Emelec           |

| Fecha 5     | Fecha 5       | Fecha 5   | Fecha 5          |
| Fecha       | Equipo Local  | Resultado | Equipo Visitante |
| ----------- | ------------- | --------- | ---------------- |
| 27 de julio | Emelec        | 2 - 1     | Espoli           |
| 28 de julio | El Nacional   | 1 - 1     | Barcelona        |
| 28 de julio | Liga de Quito | 2 - 1     | Aucas            |
| 28 de julio | Macará        | 2 - 2     | Deportivo Cuenca |
| 28 de julio | Olmedo        | 1 - 1     | Deportivo Quito  |

| Fecha 6     | Fecha 6          | Fecha 6   | Fecha 6          |
| Fecha       | Equipo Local     | Resultado | Equipo Visitante |
| ----------- | ---------------- | --------- | ---------------- |
| 2 de agosto | Deportivo Cuenca | 3 - 2     | El Nacional      |
| 3 de agosto | Espoli           | 4 - 0     | Olmedo           |
| 4 de agosto | Barcelona        | 1 - 2     | Liga de Quito    |
| 4 de agosto | Deportivo Quito  | 3 - 1     | Macará           |
| 4 de agosto | Aucas            | 2 - 2     | Emelec           |

| Fecha 7     | Fecha 7       | Fecha 7   | Fecha 7          |
| Fecha       | Equipo Local  | Resultado | Equipo Visitante |
| ----------- | ------------- | --------- | ---------------- |
| 7 de agosto | Emelec        | 1 - 3     | Olmedo           |
| 7 de agosto | El Nacional   | 3 - 3     | Deportivo Quito  |
| 7 de agosto | Liga de Quito | 1 - 1     | Deportivo Cuenca |
| 7 de agosto | Aucas         | 1 - 1     | Barcelona        |
| 7 de agosto | Macará        | 1 - 1     | Espoli           |

| Fecha 8      | Fecha 8          | Fecha 8   | Fecha 8          |
| Fecha        | Equipo Local     | Resultado | Equipo Visitante |
| ------------ | ---------------- | --------- | ---------------- |
| 11 de agosto | Barcelona        | 1 - 0     | Emelec           |
| 11 de agosto | Espoli           | 1 - 2     | El Nacional      |
| 11 de agosto | Deportivo Quito  | 2 - 1     | Liga de Quito    |
| 11 de agosto | Deportivo Cuenca | 5 - 1     | Aucas            |
| 11 de agosto | Olmedo           | 1 - 1     | Macará           |

| Fecha 9      | Fecha 9          | Fecha 9   | Fecha 9          |
| Fecha        | Equipo Local     | Resultado | Equipo Visitante |
| ------------ | ---------------- | --------- | ---------------- |
| 16 de agosto | Deportivo Cuenca | 1 - 0     | Barcelona        |
| 17 de agosto | Liga de Quito    | 2 - 0     | Espoli           |
| 18 de agosto | Emelec           | 3 - 2     | Macará           |
| 18 de agosto | El Nacional      | 1 - 1     | Olmedo           |
| 18 de agosto | Aucas            | 2 - 2     | Deportivo Quito  |

| Fecha 10     | Fecha 10        | Fecha 10  | Fecha 10         |
| Fecha        | Equipo Local    | Resultado | Equipo Visitante |
| ------------ | --------------- | --------- | ---------------- |
| 24 de agosto | Espoli          | 1 - 6     | Liga de Quito    |
| 24 de agosto | Deportivo Quito | 2 - 2     | Aucas            |
| 25 de agosto | Barcelona       | 1 - 0     | Deportivo Cuenca |
| 25 de agosto | Macará          | 1 - 3     | Emelec           |
| 25 de agosto | Olmedo          | 0 - 3     | El Nacional      |

| Fecha 11        | Fecha 11      | Fecha 11  | Fecha 11         |
| Fecha           | Equipo Local  | Resultado | Equipo Visitante |
| --------------- | ------------- | --------- | ---------------- |
| 31 de agosto    | El Nacional   | 0 - 0     | Espoli           |
| 31 de agosto    | Liga de Quito | 0 - 2     | Deportivo Quito  |
| 31 de agosto    | Macará        | 0 - 0     | Olmedo           |
| 1 de septiembre | Emelec        | 3 - 1     | Barcelona        |
| 1 de septiembre | Aucas         | 3 - 1     | Deportivo Cuenca |

| Fecha 12        | Fecha 12         | Fecha 12  | Fecha 12         |
| Fecha           | Equipo Local     | Resultado | Equipo Visitante |
| --------------- | ---------------- | --------- | ---------------- |
| 4 de septiembre | Barcelona        | 2 - 0     | Aucas            |
| 4 de septiembre | Deportivo Quito  | 1 - 0     | El Nacional      |
| 4 de septiembre | Espoli           | 3 - 2     | Macará           |
| 4 de septiembre | Deportivo Cuenca | 1 - 0     | Liga de Quito    |
| 4 de septiembre | Olmedo           | 1 - 1     | Emelec           |

| Fecha 13        | Fecha 13      | Fecha 13  | Fecha 13         |
| Fecha           | Equipo Local  | Resultado | Equipo Visitante |
| --------------- | ------------- | --------- | ---------------- |
| 8 de septiembre | Emelec        | 4 - 2     | Aucas            |
| 8 de septiembre | Liga de Quito | 4 - 3     | Barcelona        |
| 8 de septiembre | El Nacional   | 3 - 1     | Deportivo Cuenca |
| 8 de septiembre | Macará        | 1 - 2     | Deportivo Quito  |
| 8 de septiembre | Olmedo        | 2 - 2     | Espoli           |

| Fecha 14         | Fecha 14         | Fecha 14  | Fecha 14         |
| Fecha            | Equipo Local     | Resultado | Equipo Visitante |
| ---------------- | ---------------- | --------- | ---------------- |
| 15 de septiembre | Deportivo Cuenca | 1 - 0     | Macará           |
| 15 de septiembre | Barcelona        | 0 - 0     | El Nacional      |
| 15 de septiembre | Espoli           | 2 - 0     | Emelec           |
| 15 de septiembre | Aucas            | 0 - 1     | Liga de Quito    |
| 15 de septiembre | Deportivo Quito  | 1 - 0     | Olmedo           |

| Fecha 15         | Fecha 15     | Fecha 15  | Fecha 15         |
| Fecha            | Equipo Local | Resultado | Equipo Visitante |
| ---------------- | ------------ | --------- | ---------------- |
| 22 de septiembre | Espoli       | 2 - 2     | Deportivo Quito  |
| 22 de septiembre | El Nacional  | 1 - 1     | Aucas            |
| 22 de septiembre | Macará       | 3 - 0     | Barcelona        |
| 22 de septiembre | Olmedo       | 1 - 1     | Deportivo Cuenca |
| 22 de septiembre | Emelec       | 3 - 1     | Liga de Quito    |

| Fecha 16         | Fecha 16         | Fecha 16  | Fecha 16         |
| Fecha            | Equipo Local     | Resultado | Equipo Visitante |
| ---------------- | ---------------- | --------- | ---------------- |
| 27 de septiembre | Deportivo Cuenca | 3 - 1     | Espoli           |
| 29 de septiembre | Barcelona        | 2 - 3     | Olmedo           |
| 29 de septiembre | Deportivo Quito  | 1 - 0     | Emelec           |
| 29 de septiembre | Liga de Quito    | 1 - 1     | El Nacional      |
| 29 de septiembre | Aucas            | 2 - 1     | Macará           |

| Fecha 17     | Fecha 17        | Fecha 17  | Fecha 17         |
| Fecha        | Equipo Local    | Resultado | Equipo Visitante |
| ------------ | --------------- | --------- | ---------------- |
| 5 de octubre | Espoli          | 1 - 3     | Barcelona        |
| 5 de octubre | Emelec          | 0 - 1     | El Nacional      |
| 5 de octubre | Macará          | 0 - 0     | Liga de Quito    |
| 5 de octubre | Olmedo          | 2 - 2     | Aucas            |
| 5 de octubre | Deportivo Quito | 2 - 0     | Deportivo Cuenca |

| Fecha 18      | Fecha 18         | Fecha 18  | Fecha 18         |
| Fecha         | Equipo Local     | Resultado | Equipo Visitante |
| ------------- | ---------------- | --------- | ---------------- |
| 13 de octubre | Aucas            | 2 - 1     | Espoli           |
| 13 de octubre | Deportivo Cuenca | 3 - 0     | Emelec           |
| 13 de octubre | Barcelona        | 3 - 1     | Deportivo Quito  |
| 13 de octubre | El Nacional      | 3 - 1     | Macará           |
| 13 de octubre | Liga de Quito    | 3 - 0     | Olmedo           |

### Tabla de posiciones
|  |  |     | Equipo           | PJ | PG | PE | PP | GF | GC | DG  | PTS | PB |
|  |  | --- | ---------------- | -- | -- | -- | -- | -- | -- | --- | --- | -- |
|  |  | 1.  | Deportivo Quito  | 18 | 10 | 7  | 1  | 34 | 21 | +13 | 37  | 3  |
|  |  | 2.  | El Nacional      | 18 | 9  | 7  | 2  | 29 | 14 | +15 | 34  | 2  |
|  |  | 3.  | Liga de Quito    | 18 | 9  | 4  | 5  | 30 | 19 | +11 | 31  | 1  |
|  |  | 4.  | Deportivo Cuenca | 18 | 9  | 4  | 5  | 27 | 21 | +6  | 31  |    |
|  |  | 5.  | Emelec           | 18 | 6  | 4  | 8  | 27 | 30 | -3  | 22  |    |
|  |  | 6.  | Barcelona        | 18 | 5  | 5  | 8  | 23 | 26 | -3  | 20  |    |
|  |  | 7.  | Espoli           | 18 | 4  | 6  | 8  | 27 | 35 | -8  | 18  |    |
|  |  | 8.  | Olmedo           | 18 | 3  | 9  | 6  | 18 | 27 | -9  | 18  |    |
|  |  | 9.  | Aucas            | 18 | 3  | 8  | 7  | 26 | 35 | -9  | 17  |    |
|  |  | 10. | Macará           | 18 | 2  | 6  | 10 | 17 | 30 | -13 | 12  |    |

PJ = Partidos jugados; PG = Partidos ganados; PE = Partidos empatados; PP = Partidos perdidos; GF = Goles a favor; GC = Goles en contra; DG = Diferencia de gol; PTS = Puntos; PB = Puntos de bonificación
|  | Clasificaron a la Liguilla Final. |

## Tabla Acumulada
|  |  |     | Equipo           | PJ | PG | PE | PP | GF | GC | DG  | PTS |
|  |  | --- | ---------------- | -- | -- | -- | -- | -- | -- | --- | --- |
|  |  | 1.  | Deportivo Quito  | 36 | 17 | 11 | 8  | 59 | 49 | +10 | 62  |
|  |  | 2.  | El Nacional      | 36 | 15 | 12 | 9  | 52 | 29 | +23 | 57  |
|  |  | 3.  | Liga de Quito    | 36 | 14 | 12 | 10 | 54 | 42 | +12 | 54  |
|  |  | 4.  | Barcelona        | 36 | 15 | 9  | 12 | 45 | 39 | +6  | 54  |
|  |  | 5.  | Deportivo Cuenca | 36 | 15 | 9  | 12 | 48 | 49 | -1  | 54  |
|  |  | 6.  | Aucas            | 36 | 13 | 10 | 13 | 51 | 62 | -11 | 49  |
|  |  | 7.  | Emelec           | 36 | 14 | 6  | 16 | 58 | 50 | +8  | 48  |
|  |  | 8.  | Espoli           | 36 | 10 | 9  | 17 | 46 | 64 | -18 | 39  |
|  |  | 9.  | Olmedo           | 36 | 6  | 17 | 13 | 38 | 52 | -14 | 35  |
|  |  | 10. | Macará           | 36 | 6  | 15 | 15 | 37 | 52 | -15 | 33  |

PJ = Partidos jugados; PG = Partidos ganados; PE = Partidos empatados; PP = Partidos perdidos; GF = Goles a favor; GC = Goles en contra; DG = Diferencia de gol; PTS = Puntos
|  | Descendieron a la Serie B. |

## Liguilla Final

### Partidos y resultados
| Fecha 1       | Fecha 1         | Fecha 1   | Fecha 1          |
| Fecha         | Equipo Local    | Resultado | Equipo Visitante |
| ------------- | --------------- | --------- | ---------------- |
| 27 de octubre | Aucas           | 3 - 0     | Emelec           |
| 27 de octubre | Deportivo Quito | 0 - 1     | El Nacional      |
| 27 de octubre | Barcelona       | 2 - 0     | Liga de Quito    |

| Fecha 2        | Fecha 2       | Fecha 2   | Fecha 2          |
| Fecha          | Equipo Local  | Resultado | Equipo Visitante |
| -------------- | ------------- | --------- | ---------------- |
| 3 de noviembre | Liga de Quito | 3 - 2     | Aucas            |
| 3 de noviembre | El Nacional   | 2 - 1     | Barcelona        |
| 3 de noviembre | Emelec        | 2 - 1     | Deportivo Quito  |

| Fecha 3         | Fecha 3         | Fecha 3   | Fecha 3          |
| Fecha           | Equipo Local    | Resultado | Equipo Visitante |
| --------------- | --------------- | --------- | ---------------- |
| 9 de noviembre  | Deportivo Quito | 2 - 2     | Aucas            |
| 10 de noviembre | Liga de Quito   | 1 - 0     | El Nacional      |
| 10 de noviembre | Barcelona       | 2 - 2     | Emelec           |

| Fecha 4         | Fecha 4         | Fecha 4   | Fecha 4          |
| Fecha           | Equipo Local    | Resultado | Equipo Visitante |
| --------------- | --------------- | --------- | ---------------- |
| 13 de noviembre | Aucas           | 1 - 1     | Barcelona        |
| 13 de noviembre | Deportivo Quito | 0 - 1     | Liga de Quito    |
| 13 de noviembre | Emelec          | 1 - 0     | El Nacional      |

| Fecha 5         | Fecha 5       | Fecha 5   | Fecha 5          |
| Fecha           | Equipo Local  | Resultado | Equipo Visitante |
| --------------- | ------------- | --------- | ---------------- |
| 17 de noviembre | El Nacional   | 2 - 1     | Aucas            |
| 17 de noviembre | Liga de Quito | 1 - 2     | Emelec           |
| 17 de noviembre | Barcelona     | 4 - 1     | Deportivo Quito  |

| Fecha 6        | Fecha 6         | Fecha 6   | Fecha 6          |
| Fecha          | Equipo Local    | Resultado | Equipo Visitante |
| -------------- | --------------- | --------- | ---------------- |
| 1 de diciembre | Aucas           | 1 - 0     | El Nacional      |
| 1 de diciembre | Emelec          | 3 - 0     | Liga de Quito    |
| 1 de diciembre | Deportivo Quito | 0 - 1     | Barcelona        |

| Fecha 7        | Fecha 7       | Fecha 7   | Fecha 7          |
| Fecha          | Equipo Local  | Resultado | Equipo Visitante |
| -------------- | ------------- | --------- | ---------------- |
| 4 de diciembre | El Nacional   | 3 - 1     | Emelec           |
| 4 de diciembre | Liga de Quito | 1 - 1     | Deportivo Quito  |
| 4 de diciembre | Barcelona     | 2 - 1     | Aucas            |

| Fecha 8        | Fecha 8      | Fecha 8   | Fecha 8          |
| Fecha          | Equipo Local | Resultado | Equipo Visitante |
| -------------- | ------------ | --------- | ---------------- |
| 8 de diciembre | El Nacional  | 2 - 1     | Liga de Quito    |
| 8 de diciembre | Aucas        | 1 - 3     | Deportivo Quito  |
| 8 de diciembre | Emelec       | 2 - 0     | Barcelona        |

| Fecha 9         | Fecha 9         | Fecha 9   | Fecha 9          |
| Fecha           | Equipo Local    | Resultado | Equipo Visitante |
| --------------- | --------------- | --------- | ---------------- |
| 13 de diciembre | Aucas           | 0 - 3     | Liga de Quito    |
| 15 de diciembre | Deportivo Quito | 3 - 0     | Emelec           |
| 15 de diciembre | Barcelona       | 1 - 1     | El Nacional      |

| Fecha 10        | Fecha 10      | Fecha 10  | Fecha 10         |
| Fecha           | Equipo Local  | Resultado | Equipo Visitante |
| --------------- | ------------- | --------- | ---------------- |
| 22 de diciembre | Emelec (C)    | 2 - 1     | Aucas            |
| 22 de diciembre | El Nacional   | 1 - 4     | Deportivo Quito  |
| 22 de diciembre | Liga de Quito | 0 - 0     | Barcelona        |

### Tabla de posiciones
|      |  |    | Equipo          | PJ | PG | PE | PP | GF | GC | DG | PTS | PB |
| ---- |  | -- | --------------- | -- | -- | -- | -- | -- | -- | -- | --- | -- |
| (C)  |  | 1. | Emelec          | 10 | 6  | 1  | 3  | 15 | 14 | +1 | 20  | 1  |
| (SC) |  | 2. | Barcelona       | 10 | 4  | 4  | 2  | 14 | 10 | +4 | 19  | 3  |
|      |  | 3. | El Nacional     | 10 | 5  | 1  | 4  | 12 | 12 | 0  | 18  | 2  |
|      |  | 4. | Liga de Quito   | 10 | 4  | 2  | 4  | 11 | 12 | -1 | 15  | 1  |
|      |  | 5. | Deportivo Quito | 10 | 3  | 2  | 5  | 15 | 14 | +1 | 14  | 3  |
|      |  | 6. | Aucas           | 10 | 2  | 2  | 6  | 13 | 18 | -5 | 8   | 2  |

PJ = Partidos jugados; PG = Partidos ganados; PE = Partidos empatados; PP = Partidos perdidos; GF = Goles a favor; GC = Goles en contra; DG = Diferencia de gol; PTS = Puntos; PB = Puntos de bonificación
| (C)  | Campeón, clasificado para la Copa Libertadores 2003.    |
| (SC) | Subcampeón, clasificado para la Copa Libertadores 2003. |
|      | Clasificó a la Copa Libertadores 2003.                  |

### Campeón
|                                       |
|                                       |
| Campeón Club Sport Emelec 10.º título |

## Goleadores
| Jugador               | Equipo          | Goles |
| --------------------- | --------------- | ----- |
| Cristian Carnero      | Deportivo Quito | 26    |
| Carlos Alberto Juárez | Emelec          | 17    |
| Carlos Tenorio        | Liga de Quito   | 17    |
| Jhonny Baldeón        | Deportivo Quito | 16    |
| Nicolás Asencio       | Barcelona       | 14    |
| Raúl Duarte           | Macará          | 14    |